# Sergio Porrini
Sergio Porrini (* 8. November 1968 in Mailand) ist ein ehemaliger italienischer Fußballspieler. Porrini spielt meist als Innen- oder Rechtsverteidiger in der Viererkette.

## Karriere

### Im Verein
Sergio Porrini begann seine Karriere in der Jugend der AC Mailand, kam aber in der Profimannschaft nicht zum Einsatz. Deshalb wechselte er 1989 zu Atalanta Bergamo, wo er sein Serie-A-Debüt feierte und später Stammspieler wurde.
Zur Saison 1993/94 wechselte Porrini zum italienischen Rekordmeister Juventus Turin, wo er die erfolgreichste Zeit seiner Karriere verbrachte. Mit Juve gewann er, anfangs unter Giovanni Trapattoni und später unter Marcello Lippi, u. a. zwei italienische Meisterschaften und die UEFA Champions League.
Nach vier Jahren in Turin wechselte Porrini zum schottischen Spitzenklub Glasgow Rangers, wo er wiederum vier Jahre spielte. Mit den Rangers konnte er wiederum zwei nationale Meistertitel und zwei Pokalsiege feiern.
Im Jahr 2001 kehrte er nach Italien zur US Alessandria Calcio zurück, danach spielte er von 2003 bis 2004 bei Calcio Padova und von 2004 bis 2009 bei der AS Pizzighettone in der Serie C1/A.

### In der Nationalmannschaft
Sergio Porrini debütierte unter Arrigo Sacchi am 24. März 1993 beim 6:1 gegen Malta in der italienischen Nationalmannschaft. Wenige Wochen später absolvierte er, beim 2:0 gegen Estland, sein zweites und gleichzeitiges letztes Länderspiel.

## Erfolge
- Champions-League-Sieger: 1995/96
- Champions-League-Finalist: 1996/97
- Weltpokal: 1996
- UEFA Super Cup: 1996
- Italienische Meisterschaft: 1994/95, 1996/97
- Coppa Italia: 1994/95
- Italienischer Supercup: 1995, 1997
- Schottische Meisterschaft: 1998/99, 1999/2000
- Schottischer Pokal: 1998/99, 1999/2000
- Schottischer Ligapokal: 1998/99